# Provisioning
Provisioning is het proces van het verstrekken van faciliteiten en permissies aan een persoon. De term is afkomstig van het Engelse werkwoord to provide, ofwel verstrekken of voorzien (van).

## Informatica
Provisioning wordt ook in het Nederlandse taalgebied veel gebruikt als term voor het deelproces binnen het Identity and Access Management-proces waarmee aan een individu autorisaties voor informatiesystemen of computersystemen worden verstrekt. Men spreekt hier van user provisioning. Daarbij worden de rechten verstrekt op basis van de functie en rol van de persoon binnen een automatiseringsomgeving (Role Based Access Control) of ze worden verstrekt door aan een persoon dezelfde autorisaties als een andere gebruiker toe te kennen, het kopiëren van de rechten van die ander. Hiermee wordt binnen een ICT-omgeving het beheer van gebruikersaccounts en rechten van medewerkers geautomatiseerd.
Bij user provisioning vindt een koppeling plaats met een hrm-systeem, zelfservice of managementtool. Met deze koppeling kunnen brongegevens worden gebruikt als basis voor het gebruikersbeheer.
Door OASIS is SPML (Service Provisioning Markup Language) als berichtenstandaard voor user provisioning gedefinieerd.

## Telecom
In de telecomwereld is provisioning het verlenen van telecomdiensten aan een klant.
Een telefoon provisionen kan ook. Dan meld je een VoIP toestel aan bij een telefooncentrale ter configuratie en/of om het toestel opnieuw in te stellen.

## Provisioningplatform
Een provisioningplatform is een open samenwerkingsplatform tussen de vele databasesystemen van een bedrijf, bijvoorbeeld om een gemeenschappelijk identiteitsbeheer voor alle systemen te bereiken.